# 异卡波肼
异卡波肼（商品名有：Marplan、Marplon、Enerzer等）是一种有机化合物，分子式C12H13N3O2，可作为非选择性的、可逆的单胺氧化酶抑制剂（MAOI）。